# Tiziano Scarpa
Tiziano Scarpa (n. 16 mai 1963, Veneția, Italia) este un poet și scriitor italian.
A câștigat Premiul Strega în 2009 pentru Stabat mater.